# Polycope orbicularis
Polycope orbicularis is een mosselkreeftjessoort uit de familie van de Polycopidae. De wetenschappelijke naam van de soort werd in 1866 voor het eerst geldig gepubliceerd door Georg Ossian Sars.